# 日応寺
日応寺（にちおうじ）は、岡山県岡山市北区日応寺にある日蓮宗の寺院。本尊は十界曼荼羅。山号は勅命山。旧本山は大本山本圀寺（六条門流）、生師法縁。

## 歴史
- 奈良時代の718年(養老2年)創建と伝わる三論宗の応永山法華寺が起源。貞観18年（876年）天台宗に改宗し勅命山日応寺に改称した。永禄2年（1559年）に山号を吉祥山に改め日蓮宗に改宗された。明治31年（1898年）山号を旧称に復した。
  - 臨済宗の栄西が入宋前に修行した場所とされる。

## 文化財

### 重要文化財（国指定）
- 木造毘沙門天立像・木造不動明王立像 - 1979年指定。鎌倉時代の作。奈良県の子嶋寺の旧蔵と伝える[1]。

### その他の文化財
- 梵鐘[2]と番神堂[3]は岡山県指定重要文化財。
- 仁王門は、安土桃山時代の遺構という。鎮守堂も同時代の遺構。

## 旧末寺
日蓮宗は昭和16年に本末を解体したため、現在では、旧本山、旧末寺と呼びならわしている。
- 金子山松林寺(岡山市北区御津紙工)
- 帝釈山日正寺(赤磐市町苅田)

## 周辺施設
- 岡山空港
- 日応寺自然の森

## 参考資料
- 日蓮宗寺院大鑑編集委員会『宗祖第七百遠忌記念出版 日蓮宗寺院大鑑』大本山池上本門寺 (1981年)
- 『神社仏閣を巡る まいられぇ岡山』山陽新聞社（2017年版、27頁）